# Antsahamena
Antsahamena est une commune du nord de Madagascar, appartenant au district d'Andapa, appartenant à la région de Sava, dans la province de Diego-Suarez.

## Économie
Commune agricole, avec 99,5 % de la population qui travaille dans ce secteur, les cultures sont principalement le riz, la vanille, et de café.

## Démographie
La population est estimée à environ 3 418 habitants en 2001.